# Jarmila Týnková
Jarmila Týnková, rozená Machatá (* 31. prosince 1967, Liberec) je česká zdravotní sestra, básnířka a spisovatelka.

## Život
Po absolvování Střední zdravotní školy v Liberci 1982–1986 pracovala od září 1986 jako zdravotní sestra na chirurgickém oddělení nemocnice v Mělníce a od roku 1995 jako zdravotní sestra u dvou obvodních lékařek v Mělníce. Od září 1999 se ambulantně léčila ze závislosti na alkoholu. Od ledna 2000 nastoupila jako zdravotní sestra na bronchoskopii Bulovka, kde 3. března 2000 zrecidivovala a byla propuštěna. Od 14. března 2000 do konce června 2000 prodělala léčbu závislosti v pražských Bohnicích.
Od září 2000 pracovala jako zdravotní sestra v Psychiatrické léčebně v Horních Beřkovicích. Zde založila literární soutěž Kouzelný klíč pro zaměstnance a pacienty psychiatrických léčeben v ČR, která probíhala v letech 2006-2010 (od roku 2007 pod názvem Odemykání). Současně zde pracovala jako kulturní referentka a terapeutka.
V letech 2010-2012 studovala v Olomouci na Akademii Alternativa, obor umělecké terapie. Od roku 2011 se podílela na založení již neexistující soukromé léčebny pro závislé Emblema ve Ždírci, poté pracovala jako zdravotní sestra v domácí péči ve Farní charitě Neratovice a nyní[kdy?] pracuje v ambulantní službě firmy Všeobecný lékař s.r.o. v Neratovicích. Je členkou Textové dílny Slávka Janouška.
Je zadaná, má syna Miroslava, dceru Zuzanu, vnučku Elišku a vnuka Jakuba. Žije v Mělníce.

### Poezie
- Pavoučí, Marek Belza, 2005 — sbírka básní

### Próza
- Breviář abstinující alkoholičky, Marek Belza, 2014